# Calfreisen
Calfreisen är en ort och tidigare kommun i regionen Plessur i den schweiziska kantonen Graubünden. Calfreisen ligger i nedre delen av Schanfiggdalen, på bergskedjan Hochwangkettes sydsluttning, 500 meter ovanför Plessur-floden.
Byn var rätoromanskspråkig fram till första halvan av 1600-talet, då tyska språket tog över. Den har aldrig haft någon egen kyrka, utan socknar till Castiel, grannbyn någon kilometer österut. Lantbruk är än idag en viktig näring i Calfreisen, men många pendlar till kantonshuvudstaden Chur, som ligger en mils körväg västerut.
Från och med 2013 ingår Calfriesen i kommunen Arosa, vars centrum ligger ungefär två mil österut.